# تفاهم وقف إطلاق النار الإسرائيلي اللبناني 1996
تفاهم وقف إطلاق النار الإسرائيلي اللبناني (يعرف أيضًا باسم تفاهمات عناقيد الغضب و‌تفاهم نيسان) كان اتفاق مكتوب غير رسمي بين إسرائيل و‌حزب الله، تم التوصل إليه بفضل الجهود الدبلوماسية للولايات المتحدة، والتي أنهت صراع 1996 العسكري بين الجانبين. وأعلن الاتفاق في 18:00 في 26 أبريل 1996.
بموجب الاتفاق، اتفق الجانبان على إنهاء الهجمات عبر الحدود على أهداف مدنية، كذلك الامتناع عن استخدام القرى المدنية لشن هجمات. تم تعيين لجنة الرصد لتنفيذ تفاهمات عناقيد الغضب، مؤلفة من ممثلين من الولايات المتحدة وفرنسا وسوريا وإسرائيل ولبنان. وتنعقد اللجنة لرصد ومناقشة انتهاكات التفاهمات بين الجانبين.

## النص الكامل للاتفاق
النص الكامل للاتفاق والرسالة المتصلة من وزير الخارجية الأمريكي وارن كريستوفر كما يلي:
تفهم الولايات المتحدة أن بعد محادثات مع حكومتي إسرائيل ولبنان وبالتشاور مع سوريا يضمن لبنان وإسرائيل الآتي:
1. ألا تنفذ الجماعات المسلحة في لبنان هجمات بصواريخ الكاتيوشا أو بأي نوع من الأسلحة على إسرائيل.
2. ألا تطلق إسرائيل والمتعاونون معها النار بأي نوع من الأسلحة على مدنيين أو أهداف مدنية في لنبان.
3. إضافة إلى ذلك، يتلزم الطرفان ضمان ألا يكون المدنيين في أي حال من الأحوال هدفاً لهجوم وألا تستخدم المناطق المأهولة بالمدنيين والمنشآت الصناعية والكهربائية كمناطق لشن هجمات منها.
4. ومع عدم انتهاك هذا التفاهم فليس هناك في ما يمنع أي طرف من ممارسة حق الدفاع عن النفس.
إنشاء مجموعة رصد تتألف من الولايات المتحدة، وفرنسا، وسوريا ولبنان وإسرائيل. ستكون مهمتها مراقبة تطبيق التفاهم المذكور أعلاه. الشكاوى ستقدم إلى مجموعة الرصد.
في حالة زعم انتهاك التفاهم، الطرف مقدم الشكوى عليه أن يفعل ذلك في غضون 24 ساعة. سيتم تحديد إجراءات التعامل مع الشكاوى المقدمة من قبل مجموعة الرصد. كما ستنظم الولايات المتحدة فريقاً استشارياً، يتألف من فرنسا والاتحاد الأوروبي، وروسيا والأطراف المهتمة الأخرى، بغية المساعدة في احتياجات إعادة الإعمار في لبنان.
من المسلم به أن تفاهم إنهاء الأزمة الحالية بين لنبان وإسرائيل لا يمكن أن يكون بديلاً لحل دائم. وتدرك الولايات المتحدة أهمية تحقيق سلام شامل في المنطقة.
وتحقيقاً لهذه الغاية، تقترح الولايات المتحدة استئناف المفاوضات بين سوريا وإسرائيل وبين لبنان وإسرائيل في وقت يتفق عليه، بهدف التوصل إلى سلام شامل.
وتدرك الولايات المتحدة أنه من المغروب فيه إجراء هذه المفاوضات في مناخ من الاستقرار والهدوء.
وسيعلن هذا التفاهم في وقت واحد في الساعة 1800، 26 أبريل 1996، في جميع البلدان المعنية.
الوقت المحدد للتنفيذ في الساعة 0400، 27 أبريل 1996.
التالي هو نص رسالة كتبها وزير الخارجية الأمريكي وارن كريستوفر إلى رئيس الوزراء الإسرائيلي شمعون بيريز في 30 أبريل 1996:
عزيزي السيد رئيس الوزراء:
فيما يتعلق بالحق في الدفاع عن النفس المشار إليه في التفاهم المؤرخ في 26 أبريل 1996، تدرك الولايات المتحدة أنه إذ تصرف حزب الله أو أي مجموعة أخرى في لبنان بما يتنافى مع مبادئ التفاهم أو تطلق الهجمات على القوات الإسرائيلية في لبنان، سواء كان هذا الهجوم قد اتخذ شكل إطلاق النار ونصب كمائن وهجمات انتحارية ومتفجرات على الطريق أو أي نوع آخر من الهجمات، تحتفظ إسرائيل بحق الرد لاختاذ التدابير المناسبة في الدفاع عن النفس ضد المجموعات المسلحة المسؤولة عن الهجوم.
وفيما يتعلق بالحظر المفروض على استخدام مناطق معينة لشن هجمات، تدرك الولايات المتحدة أن الحظر لا يشير فقط إلى إطلاق نيران الأسلحة، ولكن ايضًا لاستخدام هذه المناطق من جانب المجموعات المسلحة كقواعد لشن الهجمات منها.